# Oxira frontalis
Oxira frontalis là một loài bướm đêm trong họ Noctuidae.